# Suginami
Suginami (japanska: 杉並区?, Suginami-ku) är en av 23 stadsdelskommuner i Tokyo, Japan. Kommunen ligger väster om innerstadsområdet. Den bildades 1947.